# Kristina Gavran
Kristina Gavran rođena je 1987. godine u Zagrebu. Diplomirala je dramaturgiju na Akademiji dramske umjetnosti 2013. godine. Tijekom studija radi kao dramski pedagog u Teatru Tirena, glumi u predstavama za djecu i mlade, piše za teatar.hr i vodi radionice kreativnog pisanja i dramske igre za djecu i odrasle.

U tom razdoblju nastaju i drame: Zvonimir, Pred vratima, Gaudeamus igitur – prizori iz studentskog života, Dedal i Ikar te Napušteni. 
Na Akademiji su joj izvedene drame Zvonimir, Pfanova i Dedal i Ikar u sklopu projekta DeSADU i KRADU festivala, a drama Dedal i Ikar je zatim predstavljena i na Malim noćnim čitanjima u ZKM-u. 

Surađuje s Dramskim programom Hrvatskog radija u čijem su programu izvedene drame Dedal i Ikar, Gaudeamus igitur – prizori iz studentskog života, te Spremni. 

Drama Spremni nagrađena je prvom nagradom Marin Držić koju dodjeljuje Ministarstvo kulture za 2012. godinu, a praizvedena je u Zagrebačkom kazalištu mladih 2014.godine u režiji Saše Božića.

Gavran je dva puta nagrađena i za svoje drame za djecu nagradom Mali Marulić. Za dramu Dječak koji je tražio zmaja osvojila je drugu nagradu 2012. godine i drama je premijerno izvedena u kazalištu Scena Gorica u režiji Damira Mađarića 2014. godine. Iste godine osvaja treću nagradu Mali Marulić za dramu Koruptivitis u Mišogradu.

Na posljednjoj godini studija Gavran dobiva Erasmus stipendiju i odlazi na stručnu praksu u Birmingham u The Blue Orange Theatre gdje radi kao dramaturg na projektima tijekom šest mjeseci, od čega izdvaja dramaturgiju predstave Ljubavnik lady Chatterley u režiji Tine Hofman. 
U Birminghamu također otkriva pripovijedanje i priključuje se grupi Flashlight storytellers s kojima ostvaruje brojne nastupe. Godine 2014. izabrana je u jednogodišnji program potpore mladim umjetnicima REP Foundry koji vodi najveće gradsko kazalište Birmingham Repertory Theatre. 
 2019. godine premijerno je izvedena njezina prva drama pisana na engleskom jeziku Papar i med u produkciji kazališne udruge Notnow Collective, a u jednom od najvažnijih regionalnih kazališta u Engleskoj Derby Theatre.

### Praizvedbe
- 2010. Čarobni kolač, režija: Ines Škuflić Horvat, Teatar Tirena, Zagreb
- 2011. U potrazi za Svetim Nikolom, režija: Ana Merlin, Kazalište Merlin, Zagreb
- 2014. Dječak koji je tražio zmaja, režija: Damir Mađarić, Scena Gorica, Velika Gorica
- 2014. Spremni, režija: Saša Božić, ZKM
- 2019. Papar i med, režija: Tilly Branson, Notnow Collective/Derby Theatre, Derby, Engleska

### Nagrade
- 2012. Mali Marulić (Festival hrvatske drame za djecu) za dramu Dječak koji je tražio zmaja
- 2012. Marin Držić (Ministarstvo kulture) za dramu Spremni
- 2014. Mali Marulić (Festival hrvatske drame za djecu) za dramu Koruptivitis u Mišogradu